# Christopher Lloyd
Christopher Allen Lloyd (* 22. října 1938 Stamford, Connecticut) je americký herec.
S herectvím začal ve 14 letech, v 19 letech se přestěhoval do New Yorku, kde se o něco později prosadil na Broadwayi. Jeho první velkou rolí byl psychiatrický pacient ve snímku Přelet nad kukaččím hnízdem (1975). Na přelomu 70. a 80. let 20. století hrál v sitcomu Taxi, za což v letech 1982 a 1983 získal cenu Emmy pro nejlepšího herce ve vedlejší roli. O rok později hrál ve filmu Star Trek III: Pátrání po Spockovi klingonského komandéra Krugea, je známý též jako doktor Emmett Brown ze série filmů Návrat do budoucnosti či strýček Fester ze dvou filmů o Addamsově rodině z počátku 90. let, a to Addamsova rodina (1991) a Addamsova rodina 2 (1993).